# Internet Explorer 10
Internet Explorer 10 (сокращённо IE10) — десятая версия обозревателя Internet Explorer от Microsoft и преемник Internet Explorer 9. В операционной системе Windows 8 устанавливается по умолчанию, также доступна версия для Windows 7. Не совместим с Windows Vista и более ранними версиями.
12 апреля 2011 года была выпущена первая предварительная версия Internet Explorer 10, которая работала на платформах Windows 7 и выше, следующие выпуски предварительных версий работали только на Windows 8. Финальная версия Internet Explorer 10 была предустановлена в операционной системе Windows 8, которая поступила в розничную продажу 26 октября 2012 года. В середине ноября 2012 года Microsoft выпустила предварительную версию для предыдущей операционной системы — Windows 7, а 26 февраля 2013 года выпустила её финальную версию. Поддержка всех веб-стандартов реализована так же, как в Internet Explorer 10 для Windows 8.
В Windows 8 браузер разделен на две версии, первая версия браузера — в Metro интерфейсе без поддержки плагинов, вторая — традиционное приложение рабочего стола в которой возможность расширения за счет плагинов сохранена. В 64-битной версии Windows 8 — Metro версия IE10 будет 64-битным приложением.
В новой версии браузера совершенствуется поддержка JS, CSS3 и HTML5 и аппаратного ускорения. Внешний вид в оконном режиме не претерпел существенных изменений по сравнению с 9 версией.

## История версий
|  |

|  |

|  |

|  |